# Пул, Кевин
Кевин Пул (англ. Kevin Poole; 21 июля 1963, Бромсгроув, Англия) — английский футболист, бывший вратарь футбольных клубов «Астон Вилла», «Лестер Сити» и «Бёртон Альбион».

## Карьера
Кевин Пул является воспитанником футбольной академии «Астон Виллы». В родном клубе возлагали большие надежды на выпускника своей академии, но в 1987 году «Астон Виллу» возглавил Грэм Тейлор, который считал Кевина недостаточно высоким для вратаря и в итоге Кевин Пул был вынужден покинуть клуб из Бирмингема. В сезоне 1987/1988 подписывает контракт с «Мидлсбро». Демонстрируя умение компенсировать недостаток своего роста отличной реакцией и прыгучестью, Кевин Пул получает приглашение из футбольного клуба «Лестер Сити».
В сезоне 1996/1997 руководство «Лестер Сити» приобретает вратаря сборной Австралии Желько Калаца, однако Кевин смог сохранить позицию основного вратаря команды и выиграть конкуренцию у австралийца даже несмотря на то, что Желько Калац (рост: 202 см) был выше Кевина Пула (рост: 178 см) на 24 см. Именно сезон 1996/1997 станет одним из самых успешных в карьере Кевина Пула, в составе «Лестер Сити» Кевин станет обладателем Кубка футбольной лиги. На протяжении долгой карьеры Пул играл в Премьер-лиге за «Астон Виллу», «Лестер Сити» и «Болтон Уондерерс».
В последние годы профессиональной карьеры Кевин Пул совмещал должность тренера вратарей и одновременно выступал в качестве игрока за «Бёртон Альбион». В 2012 году временно работал ассистентом главного тренера, однако позже вернулся на поле в качестве игрока из-за нехватки вратарей в команде, что сделало Пула одним из немногих игроков английского футбола, когда-либо выступавших на профессиональном уровне в возрасте 50 лет. В 2013 году тренировал в составе «Бёртон Альбион» будущего вратаря сборной Англии Джордана Пикфорда. Завершил карьеру в 2014 году в футбольном клубе «Бёртон Альбион».

## Достижения
«Лестер Сити»
- Обладатель Кубка футбольной лиги: 1996/97

«Бёртон Альбион»
- Чемпион Национальной лиги: 2008/09